# Лореду (Санта-Марія-да-Фейра)
Лоре́ду (порт. Louredo; МФА: [ɫo.ˈɾe.du]) — колишня парафія в Португалії, в муніципалітеті Санта-Марія-да-Фейра. Перебувала у складі округу Авейру.  Входила до регіону Північ. За старим адміністративним поділом, що був чинним до 1976 року, територія парафії належала провінції Берегове Дору.  Ліквідована 28 січня 2013 року. Увійшла до складу парафії Лобан, Жіан, Лореду і Гізанде. Площа парафії — 8,67 км², населення — 1325 ос. (2011), густота населення — 152,83 осіб/км²
. Патрон — святий Вікентій. Поштовий індекс — 4520. Код  — 010912.

## Географія

Санта-Марія-да-Фейра (2013)
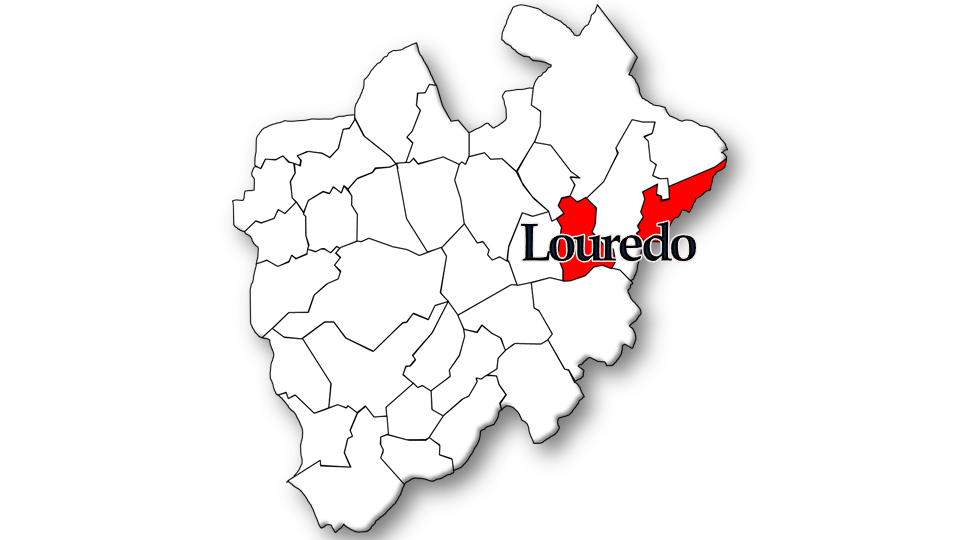
Лореду

## Населення
| Кількість мешканців | Кількість мешканців | Кількість мешканців | Кількість мешканців | Кількість мешканців | Кількість мешканців | Кількість мешканців | Кількість мешканців | Кількість мешканців | Кількість мешканців | Кількість мешканців | Кількість мешканців | Кількість мешканців | Кількість мешканців | Кількість мешканців |
| ------------------- | ------------------- | ------------------- | ------------------- | ------------------- | ------------------- | ------------------- | ------------------- | ------------------- | ------------------- | ------------------- | ------------------- | ------------------- | ------------------- | ------------------- |
| 1864                | 1878                | 1890                | 1900                | 1911                | 1920                | 1930                | 1940                | 1950                | 1960                | 1970                | 1981                | 1991                | 2001                | 2011                |
| 755                 | 691                 | 722                 | 729                 | 850                 | 903                 | 1 005               | 1 117               | 1 249               | 1 291               | 1 317               | 1 423               | 1 389               | 1 459               | 1 325               |